# Еберхард фон Хоенлое-Валденбург
Еберхард фон Хоенлое-Валденбург (на немски: Eberhard von Hohenlohe-Waldenburg) е от 1558 г. граф на Хоенлое-Валденбург с Адолцфурт, Бартенщайн, Купферцел, Майнхард, Пфеделбах, Зиндринген и Шилингсфюрст.

## Биография
Роден е на 11 октомври 1535 година във Валденбург. Той е син на граф Георг I фон Хоенлое-Валденбург (1488 – 1551) и втората му съпруга Хелена фон Валдбург-Волфег-Цайл (1514 – 1567), дъщеря на Георг III фон Валдбург-Волфег-Цайл (1488 – 1531) и Мария фон Йотинген (1498 – 1555). По-малък полубрат е на Лудвиг Казимир (1517 – 1568), граф на Хоенлое-Нойенщайн (1551 – 1568).
Еберхард се жени на 20 ноември 1554 г. в Хойхлинген за графиня Агата фон Тюбинген (* 13 ноември 1533, Лихтенек; † 28 юни 1609, Пфеделбах, погребана в Йоринген), дъщеря на граф Конрад IV фон Тюбинген-Лихтенек († 1569) и първата му съпруга графиня Йохана фон Цвайбрюкен-Бич (* 10 юни 1517), дъщеря на Райнхард фон Цвайбрюкен, граф на Цвайбрюкен, господар на Бич и Лихтенберг († 1532) и съпругата му Анна фон Даун-Салм-Кирбург († 1541).
Еберхард строи от 1568 г. зимната си резиденция водния дворец в Пфеделбах, заради по-мекия климат от Валденбург. Заради трагичните събития през заговезните в дворец Валденбург от 7 февруари 1570 г., когато той и съпругата му празнуват карнавал с госите си. Един костюм се подпалва, много от гостите умират, други са тежко ранени.
Еберхард умира по време на строежа на 10 март 1570 г. в дворец Валденбург и е погребан в Йоринген. Съпругата му Агата завършва през 1572 г. замъка и се настанява там. Агата построява около 1588/1589 г. новата църква „Св. Петър и Павел“ в Йоринген на мястото на близката бивша дворцова капела.
Гробната плоча на двойката се намира в манастирската църква „Св. Петър и Павел“ в Йоринген.

## Деца
Еберхард и Агата фон Тюбинген имат децата:
- Георг (* 1556, † млад)
- Йохана (1557 – 1585), омъжена на 30 януари 1575 г. в Йотинген за граф Готфрид фон Йотинген-Йотинген (1554 – 1622)
- Хайнрих (*/† 1558)
- Хелена (*/† 1558)
- Ернст (*/† 1560)
- Георг Фридрих I (1562 – 1600), граф на Хоенлое-Валденбург 1568 г., женен на 21 юни (август) 1586 г. за Доротея Ройс фон Плауен (1570 – 1631), дъщеря на Хайнрих XVI Ройс-Гера (1530 – 1572) и Доротея фон Золмс-Лаубах (1547 – 1595).

## Галерия
- Порта на дворец Пфеделбах с алианцгерб на Хоенлое и Тюбинген
- Герб в църквата Св. Петър и Павел в Йоринген
- Заговезният карнавал във Валденбург 1570 г.
- Манастирската църква и дворецът в Йоринген